# Горжий Людмила Михайлівна
Людмила Михайлівна Горжий (1938, м. Проскурів) — українська тренерка зі стрибків на батуті. Заслужений тренер України, заслужений працівник фізичної культури і спорту України (2000), тренерка ДЮСШ спорткомплексу «Зоря» у Миколаєві.
Разом з чоловіком Володимиром Горжиєм підготувала першу чемпіонку СРСР, Європи, призерку чемпіонатів світу — Вікторію Бєляєву, більше 50 чемпіонів і призерів різних міжнародних змагань. Серед них — триразова чемпіонка світу Олена Мовчан, «срібна» призерка Олімпійських ігор в Сіднеї (2000) Оксана Цигульова.
Усього вихованці тренерів Людмили та Володимира Горжиїв здобуди 180 медалей, з яких 86 — золотих.
Людмила Горжий в 2001 р. стала переможницею обласного конкурсу «Наші здобутки», присвяченого 10-річчю Незалежності України, в номінації «Найкращий тренер».
У 2001 Людмила Горжий удостоєна звання «Городянин року» у номінації «Фізкультура і спорт».